# HBase
HBase è una base di dati distribuita open source modellata su BigTable di Google e scritta in Java.
Fu sviluppato come parte del progetto Hadoop dell'Apache Software Foundation ed eseguito su HDFS (Hadoop Distributed File System), fornendo capacità simili a quelle di BigTable per Hadoop.
HBase non è un diretto rimpiazzamento di classiche basi di dati SQL, sebbene successivamente le sue prestazioni sono migliorate e serve diversi siti internet.
HBase inizialmente era un progetto della società Powerset.
PowerSet fu acquisita da Microsoft nel 2008. Si pensa quindi che HBase possa essere usata nella preparazione dei dati per il motore di ricerca Bing, ma i dettagli ancora non sono stati documentati.